# Província de Bacău
La província de Bacău (IPA: [ba.'kəu]) és un judeţ, una divisió administrativa de Romania, a Moldàvia, amb capital a Bacău.

## Límits
- Província de Vaslui a l'est.
- Província d'Harghita i la província de Covasna a l'oest.
- Província de Neamţ al nord.
- Província de Vrancea al sud.

## Demografia
El 2002, hi ha una població de 706.623 i una densitat de població de 113 h/km².
La composició ètnica era:
- Romanesos - aprox. 90%
- hongaresos/Csángós - 0,7%
- Gitanos.

Segons el cens 2002 els Csángó (romanès: Ceangăi) hongaresos són 5.100 persones (0,7%). Alguns estimaren el seu nombre en 70.000.
| Any  | Població |
| ---- | -------- |
| 1948 | 414.996  |
| 1956 | 507.937  |
| 1966 | 598.321  |
| 1977 | 667.791  |
| 1992 | 737.512  |
| 2002 | 706.623  |

## Divisions Administratives
La província té 3 municipalitats, 5 ciutats i 80 comunes.

### Municipalitats
- Bacău
- Onești
- Moineşti

### Ciutats
- Comănești
- Buhuși
- Dărmănești
- Târgu Ocna
- Slănic-Moldova

## Comunes
| - Agăş - Ardeoani - Asău - Balcani - Bereşti-Bistriţa - Bereşti-Tazlău - Berzunţi - Bârsăneşti - Blăgeşti - Bogdăneşti - Brusturoasa - Buhoci - Caşin - Căiuţi | - Cleja - Coloneşti - Corbasca - Coţofăneşti - Dămieneşti - Dealu Morii - Dofteana - Faraoani - Filipeni - Filipeşti - Găiceana - Ghimeş-Făget - Gârleni - Glăvăneşti | - Gura Văii - Helegiu - Hemeiuş - Huruieşti - Horgeşti - Izvoru Berheciului - Letea Veche - Lipova - Livezi - Luizi-Călugăra - Măgireşti - Măgura - Mănăstirea Caşin - Mărgineni | - Motoşeni - Negri - Nicolae Bălcescu - Oituz - Onceşti - Orbeni - Palanca - Parava - Pânceşti - Parincea - Pârgăreşti - Pârjol - Plopana - Podu Turcului | - Poduri - Racova - Răcăciuni - Răchitoasa - Roşiori - Sascut - Sănduleni - Săuceşti - Scorţeni - Secuieni - Solonţ - Stănişeşti - Strugari - Ştefan cel Mare | - Tamaşi - Tătărăşti - Târgu Trotuş - Traian - Ungureni - Urecheşti - Valea Seacă - Vultureni - Zemeş |